# Herne Hill

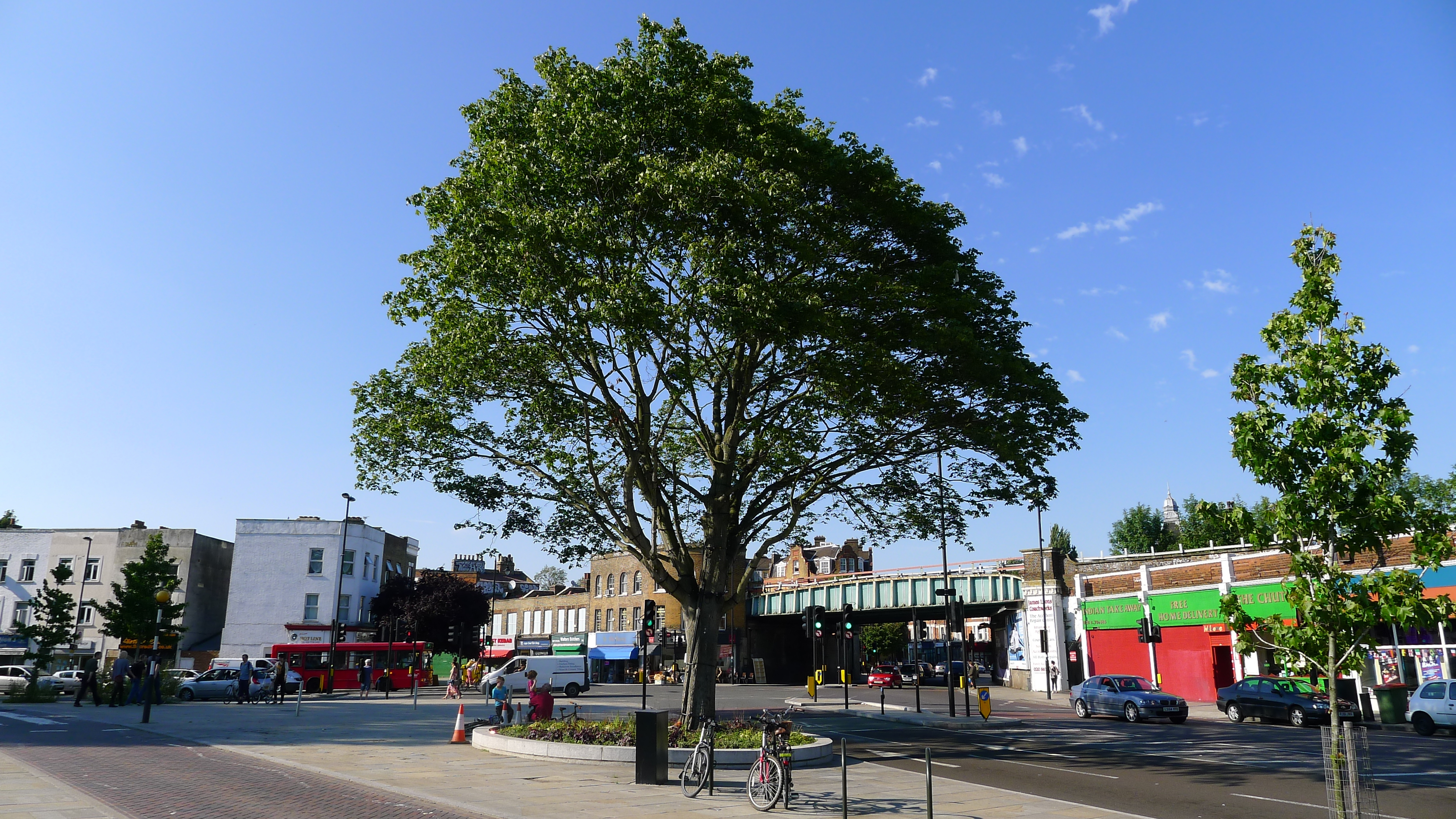
Herne Hill Junction.

Herne Hill est un quartier partagé entre les districts londoniens de Lambeth et de Southwark à l'intérieur du Grand Londres et sur la route du même nom, autrefois on le connaissait sous le nom de Heron's Hill. La population de Herne Hill est typique de Lambeth, 15 400 personnes. Plus de la moitié de la population fait partie d'une minorité ethnique. 3,2 % des résidents de Tulse Hill parlent une langue africaine comme langue maternelle. Moins d'un tiers des résidents sont d'origine britannique.
Herne Hill se trouve entre les quartiers plus connus de Brixton et de Dulwich et abrite le parc de Brockwell, où se trouve le magnifique Brockwell Lido, une piscine de plein air riche de beaucoup d'attractions comme le tressage de cheveux, la peinture sur corps et les cours de yoga en été. Le parc de Brockwell accueille aussi la foire annuelle agricole de Lambeth et c'est là que s'est tenu plusieurs fois le festival londonien de la Gay Pride de Londres au cours des années 1990.
Situé dans un parc de Burbage Road, le vélodrome de Herne Hill a été construit en 1891, et il reste le seul vélodrome de Londres ; pendant les Jeux olympiques de 1948, il a accueilli les épreuves cyclistes. Durant ces jeux, la nation encourageait le champion du monde en sprint britannique Reg Harris. Par contre, le cycliste italien Mario Ghella a gagné. À la différence des vélodromes modernes, aux gradins en pente raide, il évoque une cuvette peu profonde.
Il y a aussi un terrain de football qui a été celui du Crystal Palace FC de 1915 à 1918.
Les moyens de transport les plus proches sont les stations de chemin de fer de Herne Hill, de North Dulwich et de Tulse Hill, avec la station de métro de Brixton.